# Шлосрюд
Шлосрюд (нем. Schlossrued) — коммуна в Швейцарии, в кантоне Аргау.
Входит в состав округа Кульм. Население составляет 877 человек (на 31 декабря 2007 года). Официальный код — 4142.